# Out of Time (canção de Noel)
"Out of Time" é o terceiro single do álbum Noel, lançado pelo cantor de freestyle Noel em 1988. Embora o single não tenha entrado na Billboard Hot 100, em 26 de Novembro de 1988 alcançou o primeiro lugar da parada dance, se tornando o segundo single de Noel a chegar em primeiro lugar na parada dance, e também o último single a participar dela.

## Faixas
E.U.A. 12" Single
| N.º | Título                       | Duração |  |
| 1.  | "Out of Time" (Club Mix)     | 7:15    |  |
| 2.  | "Out of Time" (R & B Mix)    | 8:38    |  |
| 3.  | "Out of Time" (Instrumental) | 9:20    |  |
| 4.  | "Out of Time" (Dub Version)  | 4:00    |  |

## Desempenho nas paradas musicais
| Parada musical (1988)                               | Melhor posição |
| --------------------------------------------------- | -------------- |
| Estados Unidos (Hot Dance Music/Club Play)          | 1              |
| Estados Unidos (Hot Dance Music/Maxi-Singles Sales) | 9              |